# Wohlfahrtia intermedia
Wohlfahrtia intermedia är en tvåvingeart som först beskrevs av Josef Aloizievitsch Portschinsky 1887.  Wohlfahrtia intermedia ingår i släktet Wohlfahrtia och familjen köttflugor. Inga underarter finns listade i Catalogue of Life.